# 罗伯特·沙利文 (柔道)
罗伯特·沙利文（英語：Robert Sullivan，1944年6月28日—）是英國柔道運動員。他參加了1972年夏季奥林匹克运动会男子半中量級比賽。1973年，他與威爾斯歌手邦妮·泰勒結婚。凯瑟琳·泽塔-琼斯是他的表侄女。